# Scapteriscus tetradactylus
Scapteriscus tetradactylus är en insektsart som först beskrevs av Perty, J.A.M. 1832.  Scapteriscus tetradactylus ingår i släktet Scapteriscus och familjen mullvadssyrsor. Inga underarter finns listade i Catalogue of Life.